# Knocks Me Off My Feet
Singles de Stevie Wonder
Master Blaster (Jammin')
(1980) Lately
(1981)
Knocks Me Off My Feet est une chanson de l'auteur-compositeur-interprète Stevie Wonder sortie en 1976 sur son album Songs in the Key of Life.
L'interprétation de Wonder n'est jamais sortie en single mais figure en face B de son single I Ain't Gonna Stand for It en 1980. Elle entre dans le top 50 du Billboard Hot 100 via la reprise de Donell Jones en 1996.

## Contexte
Stevie Wonder compose cette chanson pour son album Songs in the Key of Life en 1976, où elle occupe la deuxième piste de la face B du premier disque.
Le titre ne sort pas en single mais est utilisé en 1980 pour accompagner le single I Ain't Gonna Stand for It.

### Paroles
Le narrateur exprime à sa compagne que l'amour qu'elle lui porte le rend faible et le renverse ('knocks me off my feet').

### Personnel
- Stevie Wonder : tous les instruments (synthétiseur, batterie, Fender Rhodes, piano acoustique[2]), production, arrangements[3]
- John Fischbach, Gary Olazabal : ingénieurs du son[2]
- Andrew Berliner : mastering[2]

## Reprises
Informations issues de SecondHandSongs, sauf mentions complémentaires.

### Reprises classées
- En 1990, Mikki Bleu place le titre à la 38e position du Billboard R&B[5].
- En 1996, Donell Jones sort sa version en guise de second single issu de son premier album My Heart (en). Son interprétation obtient une 14e place au classement Billboard R&B, une 49e au Billboard Hot 100 et une 58e place au classement national du Royaume-Uni[6].
- La même année, Tevin Campbell (en) enregistre une version pour la bande originale de A Thin Line Between Love and Hate (en). Son interprétation, bien que non sortie en single, atteint la 75e du Hot R&B/Hip-Hop Airplay[7].

### Autres reprises
Interprétée par de nombreux participants de télé-crochets (Adam Garner à Pop Idol, Andrew Boderick dans Canadian Idol, Elliott Yamin, Sanjaya Malakar et Jermaine Jones (en) dans American Idol), la chanson fait également l'objet d'une trentaine de reprises, dont :
- Anita Kerr sur Anita Kerr Performs Wonders (1979),
- Najee sur Songs from the Key of Life (1995),
- Luther Vandross sur Your Secret Love (1996),
- Jeffrey Osborne sur From the Soul (2005),
- Anne Ducros sur Brother? Brother! (2017).

### Échantillonnage
- Les deux premières notes au piano de Knocks Me Off My Feet sont échantillonnées par Ol' Dirty Bastard sur sa chanson Shimmy Shimmy Ya (en) (1995)[13].
- Les chœurs sont repris dans Thug Lovin' (en) de Ja Rule et Bobby Brown (2002)[14].

## Dans les médias
Sauf indication contraire, les informations mentionnées dans cette section peuvent être confirmées par la base de données cinématographiques IMDb,  présente dans la section « Liens externes ».
- En 1996, dans A Thin Line Between Love and Hate (en) de Martin Lawrence.
- En 2005, dans Beauty Shop de Bille Woodruff où Joe (Djimon Hounsou) joue Knocks Me Off My Feet au piano, attirant l'attention de Gina (Queen Latifah) et sa fille Vanessa (Paige Hurd).